# Station Philippine
Station Philippine is het voormalig spoorwegstation aan de spoorlijn Gent-Terneuzen bij Philippine in Zeeuws-Vlaanderen. Het station werd geopend op 1 april 1869 en gesloten op 15 april 1939.
Het stationsgebouw werd in 1869 gebouwd en in 1960 gesloopt.